# Richmond (Kalifornien)
Richmond [ˈrɪtʃmənd] ist eine Stadt im Westen des Contra Costa County im US-Bundesstaat Kalifornien. Es liegt an der San Francisco Bay Area ungefähr 29 km von San Francisco entfernt.
Richmond hat 116.448 Einwohner (Stand: 1. April 2020). Das Stadtgebiet hat eine Größe von etwa 136,2 km², hinzu kommen aber noch die Land- und Wassergebiete, wodurch sich die Gesamtgröße Richmonds auf etwa 272,3 km² beläuft.
Richmond hat einen großen Hafen mit einem Güterumschlag von rund 26 Millionen Tonnen pro Jahr und ist bekannt für seine Schiffbauindustrie, welche im Zweiten Weltkrieg an Bedeutung gewann und die Einwohnerzahl von 23.000 auf 99.000 ansteigen ließ.
Heute ist der Hauptarbeitgeber die US-amerikanische Mineralölgesellschaft Chevron, die hier ihre Hauptraffinerie mit einer Lagerkapazität von 15 Millionen Barrel erbaut hat.

## Ethnien
In der Stadt Richmond gibt es folgende Ethnien:
- 36,06 % Schwarze oder Afroamerikaner
- 26,53 % Hispanics / Latinos
- 21,36 % Weiße
- 12,29 % Asiaten
- 0,64 % Indianer (Native Americans)
- 0,50 % Pazifische Insulaner
- 13,86 % von anderweitigen Ethnien
- 5,27 % von zwei oder mehr Ethnien

## Stadtteile
- Atchison Village
- Carriage Hills
- Central Richmond
- Downtown
- El Sobrante Hills
- Marina Bay
- Mira Vista
- North Richmond
- Point Isabel
- Point Richmond
- Pullman
- Richmond Annex
- South Richmond

Die wichtigste Straße der Innenstadt, Downtown, ist die McDonald Avenue, wo sich besonders zwischen der 19th und der 24th Street viele Geschäfte aneinanderreihen.

## Medien

### Zeitungen
In Richmond gibt es vier lokale Zeitungen: the Richmond Post, Fronteras (eine spanische Zeitung), the Richmond Globe und the West County Times, eine andere Variation der County Times.

### Fernsehen
Richmond hat einen eigenen Sender, KCRT-TV. Dieser sendet häufig historische Begebenheiten, aber beispielsweise auch Musikvideos.

### Radio
Mit KNEW (AM)gibt es auch einen Radiosender, der von Point Isabel aus sendet.

## Persönlichkeiten

### Söhne und Töchter der Stadt
- David D. Newsom (1918–2008), Diplomat
- Dorothy Knode (* 1925), Tennisspielerin
- Robert L. Leggett (1926–1997), Politiker
- Ronnie Schell (* 1931), Schauspieler und Sprecher
- Jerry Dodgion (1932–2023), Jazzsaxophonist
- Jim Parkinson (1941–2025), Schriftgestalter und Logo-Designer
- John Frazier (* 1944), Spezialeffektkünstler
- George Miller (* 1945), Rechtswissenschaftler und Politiker
- Gregg Herken (* 1947), Historiker
- Carl Franklin (* 1949), Schauspieler, Regisseur und Drehbuchautor
- Ken Olandt (* 1958), Schauspieler und Filmproduzent
- Glenn Plummer (* 1961), Film- und Fernsehschauspieler
- Les Claypool (* 1963), Musiker
- Tyffany Million (* 1966), Pornodarstellerin
- Jason Becker (* 1969), Komponist und Gitarrist
- Justin Brown (* 1984), Jazzschlagzeuger
- ChaRonda Williams (* 1987), Sprinterin
- Iamsu! (* 1989), Rapper

### Bewohner der Stadt
- Master P (* 1967), Rapper und Gründer der P. Miller[4]
- Ricky Jordan, Baseballspieler der Philadelphia Phillies[5]

## Städtepartnerschaft
Die Stadt Richmond hat mit folgenden Städten eine Partnerschaft:
- Shimada, Japan (japanisch: 島田市, 日本)
- Hafenstadt von Regla, Kuba
- Zhoushan, China (chinesisch: 舟山市, 中华人民共和国)

## Sonstiges
Martin Luther King hatte vor nach Richmond zu kommen, kurz bevor er Opfer eines Attentates wurde.
Der US-amerikanische Kinofilm Coach Carter (2005) spielt in Richmond. Der Film handelt vom Basketball-Trainer Ken Carter (Samuel L. Jackson), der mithilfe des Basketballs Schülern der örtlichen High School eine Zukunft jenseits von Gangs, Drogen und Gefängnis ermöglichen möchte. R'n'B-Sängerin Ashanti glänzt in einer weiteren Rolle. Der Film basiert auf einer wahren Begebenheit.